# Cotyadesmus iuba
Cotyadesmus iuba är en skalbaggsart som först beskrevs av Maria Helena M. Galileo och Martins 2003.  Cotyadesmus iuba ingår i släktet Cotyadesmus och familjen långhorningar. Inga underarter finns listade i Catalogue of Life.